# Зияутдин Кади
Зияутдин Кади (1877, Куппа, Даргинский округ — 1924) — даргинский поэт, один из основоположников даргинской письменной литературы.

## Биография
Родился в селе Куппа в зажиточной семье в 1877 году. 
Получил в медресе религиозное образование. После этого его назначили кадием Даргинского округа. 
Посетив множество ближневосточных стран, Зияутдин выучил арабский язык, увлёкся литературой Востока и сам начал писать на арабском языке.
В первые годы при Советской власти Зияутдин работал начальником Даргинского округа. Зияудин первоначально был противником большевиков, но впоследствии изменил своё мнение и присоединился к красным партизанам.

## Творчество
Творчество поэта включает:
- Религиозные стихи, в которых основными являются тоскливые мотивы.
- Переводы: Зияудин перевёл на даргинский суры Корана, а также другие религиозных книги, из которых до современности дошла «Бустани цудахари».
- Лирические стихи, мотивы — жизнелюбие и гуманизм. Часть была опубликована в сборнике «Песни даргинского народа»[2].